# Louis Schindelmeisser

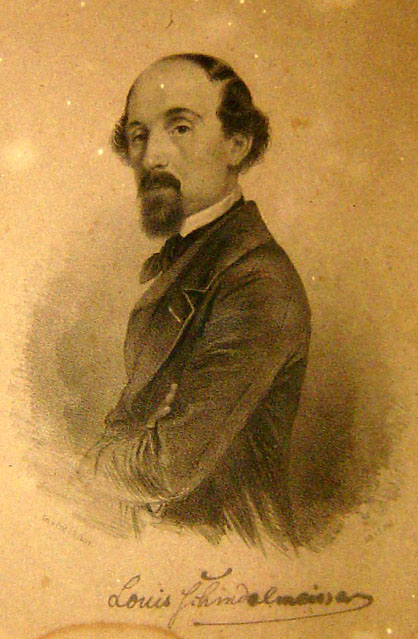
Louis Schindelmeisser

Louis Schindelmeisser, eigentlich Ludwig Alexander Balthasar Schindelmeisser (* 8. Dezember 1811 in Königsberg (Preußen); † 30. März 1864 in Darmstadt), war ein deutscher Dirigent und Komponist.

## Leben
Schindelmeisser zog nach dem Tod seiner Eltern nach Berlin. Zuerst war er als Klarinettist tätig. Nach seiner Dirigentenausbildung wurde er Kapellmeister in Salzburg, später in Innsbruck und Graz.
1837 übernahm er die Stelle als Kapellmeister am Königstädter Theater in Berlin. Von 1838 bis 1847 war er am deutschen Theater in Pest. Die Stelle verlor er, weil das Theater abbrannte. Es folgten ab 1847 Kapellmeisterstellen in Hamburg, 1848 beim Frankfurter Opern- und Museumsorchester in Frankfurt und 1851 in Wiesbaden. Sein letztes Amt bekleidete er ab 1853 als Hofkapellmeister in Darmstadt.

## Wirken
Schindelmeisser stand für das neue Musiktheater im Sinne von Richard Wagner. Er stand mit ihm in Kontakt und führte seine Werke auf. Daneben komponierte er fünf heute nahezu vergessene Opern.

## Werke
- Mathilde, heroische Oper
- Die 10 glücklichen Tage, romantische Oper
- Peter von Szapary, ungarische Oper (1839)
- Malvina, tragische Oper (1841)
- Die Rächer, romantische Oper (1844)
- sowie weitere Oratorien, Konzerte für Klarinetten, Sonaten und Lieder[1]